# 황정
황정(黃晸, 1689년 ~ 1752년)은 조선의 문신이다. 자는 양보이며, 본관은 장수이다. 숙종 때 문과에 급제하여 정자, 지평 등을 지냈다. 경종 때(1723년) 진위사의 서장관으로 청에 다녀와서 동부승지, 의주 부윤, 안동 부사 등을 지냈다. 영조 때(1749년) 사신으로 청에 다녀와서 형조참판이 되어 부총관을 겸하였다. 1751년에는 함경도 관찰사가 되어 병마절도사, 수군절도사, 순찰사 등을 겸하였다. 이때 경상도의 곡식을 운반하여 빈민을 구제하였으며, 농사를 장려하여 유랑민을 막았다.